# Pireneitega fedotovi
Pireneitega fedotovi är en spindelart som först beskrevs av Dmitry Evstratievich Kharitonov 1946.  Pireneitega fedotovi ingår i släktet Pireneitega och familjen mörkerspindlar.
Artens utbredningsområde är Uzbekistan. Inga underarter finns listade i Catalogue of Life.